# United States Patent and Trademark Office

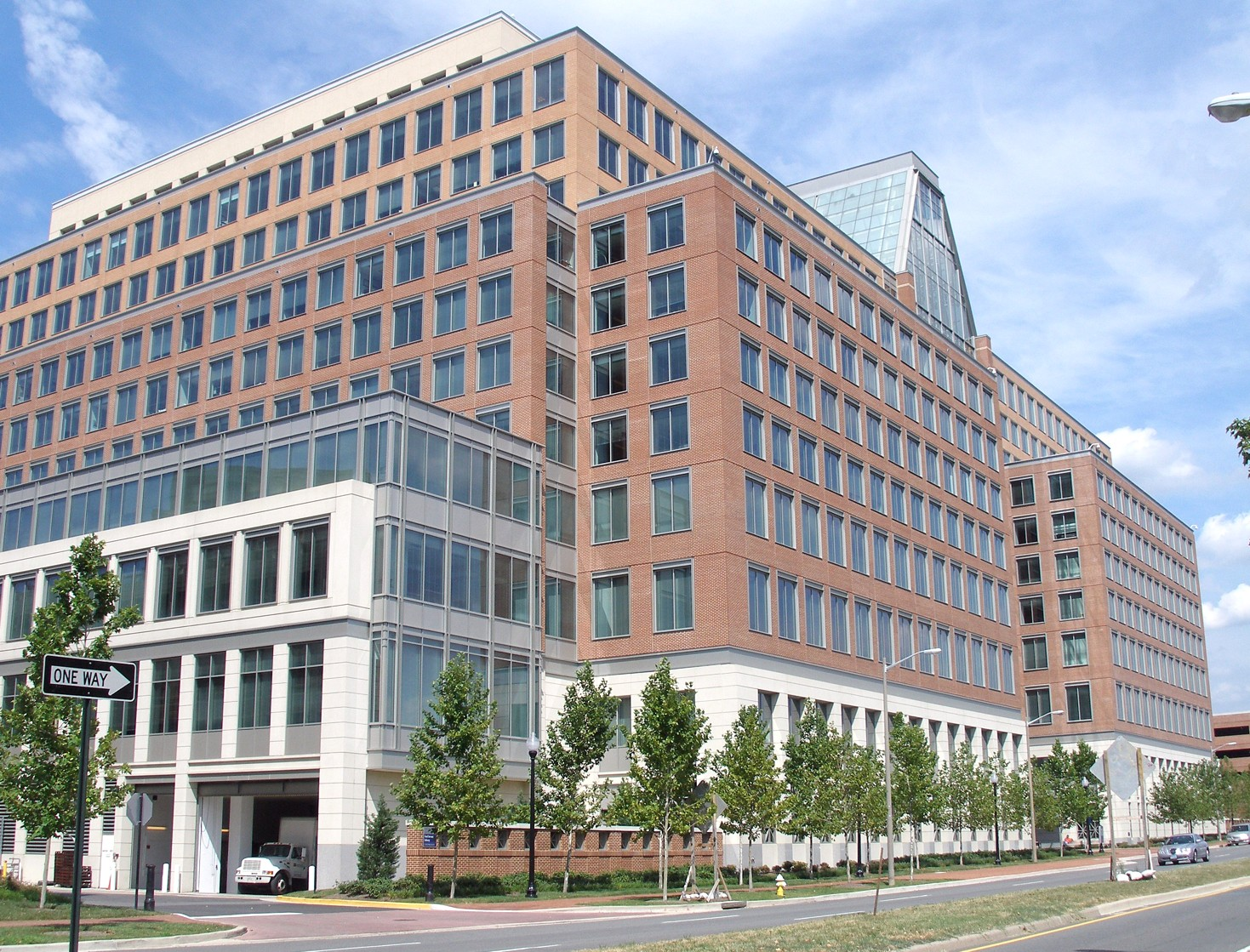
Sede dello USPTO, situata ad Alexandria (Virginia)

United States Patent and Trademark Office (Ufficio statunitense brevetti e marchi), o USPTO, è l'organismo di tutela della proprietà intellettuale negli Stati Uniti d'America.
Si occupa di registrazione, rinnovo e custodia delle pratiche di brevetto e marchio (di fabbrica o registrato) da tutelare nel territorio dell'Unione, ed è considerato il più importante ufficio del suo genere considerate le dimensioni del mercato statunitense.
Istituito nel 1836, dal punto di vista giuridico USPTO è un'agenzia governativa che dal 1913 dipende dal Dipartimento del commercio; il suo bilancio è costituito solamente dalle tasse di registrazione dei depositari dei brevetti e marchi ivi custoditi, senza contributi dalla fiscalità del Paese; ha sede ad Alexandria, città della Virginia confinante con la capitale federale Washington, ed è presieduto dal sottosegretario al commercio delegato alla proprietà intellettuale, incarico rivestito al 2025 da Coke Morgan Stewart.

## Storia
Il presidente Thomas Jefferson è considerato colui che istituì l'ufficio brevetti negli Stati Uniti d'America.
Nel 1880, dopo il censimento tenutosi in quell'anno, Herman Hollerith era impiegato presso l'ufficio brevetti degli Stati Uniti. Fu in quell'epoca che depositò un brevetto per una scheda perforata che porta il suo nome, la famosa scheda Hollerith, che venne utilizzata per la prima volta su larga scala per il censimento degli Stati Uniti del 1890.
Dalla metà degli anni novanta del XX secolo, lo USPTO è stato criticato per la sua mancanza di professionalità rispetto al trattamento dei brevetti software. Le cause principali sono le leggi arcaiche e l'insufficienza dei finanziamenti.